# Jens Hassing-Jørgensen
Jens Hassing Jørgensen (3. september 1872 i Silkeborg – 27. juni 1952 i København) var en dansk politiker (Det Radikale Venstre) og handelsminister.
Jens Hassing Jørgensen, født i Silkeborg, søn af bankbud Niels Jørgensen hustru Karen Jensen.